# Llei de Petty-Clark
La llei de Petty és una llei econòmica que proposa que, en la mesura que el progrés tècnic reduís els costos de transport i el mercat per a béns no agrícoles s'ampliés, induiria a la reassignació de la mà d'obra de l'agricultura cap a activitats no agrícoles.
Posteriorment Colin Clark va concloure que una de les formes principals en què es manifesta el progrés econòmic és en la contínua transferència de treball del sector primari al secundari, i d'aquest al terciari. Posteriorment es va abandonar aquesta terminologia per substituir per la de sector agrícola, industrial i de serveis, segons la hipòtesi dels tres sectors. Ambdues propostes són generalment considerades en conjunt (Llei de Petty i Clark), considerant que una disminució substancial en els costos de transport dona lloc a l'aglomeració de les activitats no agrícoles i l'expansió de centres urbans i, eventualment, del sector de serveis.
Aquesta llei estableix que el progrés d'una economia s'aprecia fonamentalment a través del creixent volum de la població que es dedica als serveis, atès que la importància relativa dels sectors econòmics es va desplaçant des del sector primari, a través l'industrial, cap al terciari, el qual arriba a ser el punt clau del creixement.
Ambdues lleis pressuposen o impliquen la validesa de la Llei d'Engel, d'acord amb la qual el desenvolupament tècnic condueix a la disminució dels costos de transports, el que té l'efecte d'augmentar els ingressos (o poder de compra dels mateixos) de la població en general, el que condueix a un increment en la demanda de productes que no són bàsics o essencials per viure (veure Economia de subsistència).